# Zlatý pohár CONCACAF 2000
Zlatý pohár CONCACAF 2000 bylo 15. mistrovství pořádané fotbalovou asociací CONCACAF. Vítězem se stala Kanadská fotbalová reprezentace.

## Kvalifikované týmy
Hlavní článek: Kvalifikace na Zlatý pohár CONCACAF 2000
Severoamerická zóna – kvalifikováni automaticky:
- USA (hostitel)
- Mexiko

Karibská zóna – kvalifikováni přes Karibský pohár 1998:
- 1. místo:  Jamajka
- 2. místo:  Trinidad a Tobago

Středoamerická zóna – kvalifikováni přes Středoamerický pohár 1999:
- 1. místo:  Kostarika
- 2. místo:  Guatemala
- 3. místo:  Honduras

Kvalifikováni přes baráž:
- Kanada
- Haiti

Pozvané týmy:
- Jižní Korea
- Kolumbie
- Peru

## Základní skupiny

### Skupina A
| Tým      | B | Z | V | R | P | VG | IG |
| -------- | - | - | - | - | - | -- | -- |
| Honduras | 6 | 2 | 2 | 0 | 0 | 4  | 0  |
| Kolumbie | 3 | 2 | 1 | 0 | 1 | 1  | 2  |
| Jamajka  | 0 | 2 | 0 | 0 | 2 | 0  | 3  |

| 12. února 2000 |        |         |                                                                   |
| Kolumbie       | 1:0    | Jamajka | Orange Bowl, Miami diváci: 49 591 rozhodčí: Felipe Ramos (México) |
| Martínez 15'   | Report |         | Orange Bowl, Miami diváci: 49 591 rozhodčí: Felipe Ramos (México) |

| 14. února 2000 |        |                                |                                                                   |
| Jamajka        | 0:2    | Honduras                       | Orange Bowl, Miami diváci: 23 795 rozhodčí: Mario Sánchez (Chile) |
| Lawrence 32'   | Report | Pavón 51' (pen.) Caballero 84' | Orange Bowl, Miami diváci: 23 795 rozhodčí: Mario Sánchez (Chile) |

| 16. února 2000      |        |          |                                                                                |
| Honduras            | 2:0    | Kolumbie | Orange Bowl, Miami diváci: 36 004 rozhodčí: Ramesh Ramdhan (Trinidad y Tobago) |
| Pavón 71' Nuñez 78' | Report |          | Orange Bowl, Miami diváci: 36 004 rozhodčí: Ramesh Ramdhan (Trinidad y Tobago) |

### Skupina B
| Tým   | B | Z | V | R | P | VG | IG |
| ----- | - | - | - | - | - | -- | -- |
| USA   | 6 | 2 | 2 | 0 | 0 | 4  | 0  |
| Peru  | 1 | 2 | 0 | 1 | 1 | 1  | 2  |
| Haiti | 1 | 2 | 0 | 1 | 1 | 1  | 4  |

| 12. února 2000                            |        |       |                                                                      |
| USA                                       | 3:0    | Haiti | Orange Bowl, Miami diváci: 49 591 rozhodčí: Olger Mejías (Kostarika) |
| Kirovski 18' Wynalda 55' (pen.) Jones 90' | Report |       | Orange Bowl, Miami diváci: 49 591 rozhodčí: Olger Mejías (Kostarika) |

| 14. února 2000 |        |            |                                                                       |
| Haiti          | 1:1    | Peru       | Orange Bowl, Miami diváci: 23 795 rozhodčí: Carlos Batres (Guatemala) |
| Vorbe 61'      | Report | Zúñiga 69' | Orange Bowl, Miami diváci: 23 795 rozhodčí: Carlos Batres (Guatemala) |

| 16. února 2000 |        |           |                                                                   |
| Peru           | 0:1    | USA       | Orange Bowl, Miami diváci: 36 004 rozhodčí: Felipe Ramos (México) |
|                | Report | Jones 59' | Orange Bowl, Miami diváci: 36 004 rozhodčí: Felipe Ramos (México) |

### Skupina C
| Tým               | B | Z | V | R | P | VG | IG |
| ----------------- | - | - | - | - | - | -- | -- |
| Mexiko            | 4 | 2 | 1 | 1 | 0 | 5  | 1  |
| Trinidad a Tobago | 3 | 2 | 1 | 0 | 1 | 4  | 6  |
| Guatemala         | 1 | 2 | 0 | 1 | 1 | 3  | 5  |

| 13. února 2000                                                           |        |                   |                                                                                     |
| Mexiko                                                                   | 4:0    | Trinidad a Tobago | Qualcomm Stadium, San Diego diváci: 22 131 rozhodčí: Rafael Rodríguez (El Salvador) |
| Márquez Lugo 36' Hernández 52' David 75' (vl.) Palencia 85' Arellano 88' | Report |                   | Qualcomm Stadium, San Diego diváci: 22 131 rozhodčí: Rafael Rodríguez (El Salvador) |

| 15. února 2000                              |        |                       | |
| Trinidad a Tobago                           | 4:2    | Guatemala             | Los Angeles Memorial Coliseum, Los Angeles diváci: 23 621 rozhodčí: Young-Joo Kim (Republic of Korea) |
| Latapy 26' Dwarika 36' Nakhid 52' Yorke 83' | Report | Plata 30' Ramírez 47' | Los Angeles Memorial Coliseum, Los Angeles diváci: 23 621 rozhodčí: Young-Joo Kim (Republic of Korea) |

| 17. února 2000 |        |             |                                                                                              |
| Mexiko         | 1:1    | Guatemala   | Los Angeles Memorial Coliseum, Los Angeles diváci: 54 246 rozhodčí: Gustavo Méndez (Uruguay) |
| Mora 26'       | Report | Miranda 28' | Los Angeles Memorial Coliseum, Los Angeles diváci: 54 246 rozhodčí: Gustavo Méndez (Uruguay) |

### Skupina D
| Tým         | B | Z | V | R | P | VG | IG |
| ----------- | - | - | - | - | - | -- | -- |
| Kostarika   | 2 | 2 | 0 | 2 | 0 | 4  | 4  |
| Kanada      | 2 | 2 | 0 | 2 | 0 | 2  | 2  |
| Jižní Korea | 2 | 2 | 0 | 2 | 0 | 2  | 2  |

- Týmy  Kanada a  Jižní Korea měly stejný počet bodů a stejné skóre. O postupu rozhodl los.

| 13. února 2000             |        |                          |                                                                                 |
| Kostarika                  | 2:2    | Kanada                   | Qualcomm Stadium, San Diego diváci: 22.131 rozhodčí: Peter Pendergast (Jamajka) |
| Jafet Soto 11' Wallace 54' | Report | Corazzin 19' (pen.), 57' | Qualcomm Stadium, San Diego diváci: 22.131 rozhodčí: Peter Pendergast (Jamajka) |

| 15. února 2000 |        |        |                                                                                      |
| Jižní Korea    | 0:0    | Kanada | Los Angeles Memorial Coliseum, Los Angeles diváci: 23 621 rozhodčí: Brian Hall (USA) |
|                | Report |        | Los Angeles Memorial Coliseum, Los Angeles diváci: 23 621 rozhodčí: Brian Hall (USA) |

| 17. února 2000        |        |                          |                                                                                                 |
| Jižní Korea           | 2:2    | Kostarika                | Los Angeles Memorial Coliseum, Los Angeles diváci: 54 246 rozhodčí: Argelio Sabillón (Honduras) |
| D. Lee 14' M. Lee 75' | Report | Wanchope 66' Medford 85' | Los Angeles Memorial Coliseum, Los Angeles diváci: 54 246 rozhodčí: Argelio Sabillón (Honduras) |

## Play off

### Čtvrtfinále
| 19. února 2000        |              |                              |                                                          |
| USA                   | 2:2 (prodl.) | Kolumbie                     | Orange Bowl, Miami diváci: 32 972 rozhodčí: Batres (GUA) |
| McBride 20' Armas 51' | Report       | Asprilla 24' Bedoya 81' 120' | Orange Bowl, Miami diváci: 32 972 rozhodčí: Batres (GUA) |

|                                 |     | Penaltový rozstřel              |  |
| Wynalda Reyna Lewis Armas Olsen | 1:2 | Pérez Martínez Candelo Mosquera |  |

| 19. února 2000                                           |        |                                                                   |                                                           |
| Honduras                                                 | 3:5    | Peru                                                              | Orange Bowl, Miami diváci: 32 972 rozhodčí: Sánchez (CHI) |
| Clavasquín 32' Pavón 67' (pen.) 89' Pineda 69' Reyes 89' | Report | Holsen 7' J. Soto 14' (pen.) Del Solar 50' Palacios 52' Saenz 87' | Orange Bowl, Miami diváci: 32 972 rozhodčí: Sánchez (CHI) |

- Zápas předčasně ukončen v 89. minutě kvůli invazi fanoušků na hřiště. Výsledek ponechán.

| 20. února 2000 |              |                          |                                                                          |
| Kostarika      | 1:2 (prodl.) | Trinidad a Tobago        | Qualcomm Stadium, San Diego diváci: 18 062 rozhodčí: Kim Young-Yoo (KOR) |
| Wanchope 89'   | Report       | Dwarika 26' Trotman 101' | Qualcomm Stadium, San Diego diváci: 18 062 rozhodčí: Kim Young-Yoo (KOR) |

| 20. února 2000 |              |                           |                                                                        |
| Mexiko         | 1:2 (prodl.) | Kanada                    | Qualcomm Stadium, San Diego diváci: 18 062 rozhodčí: Prendergast (JAM) |
| Ramírez 35'    | Report       | Corazzin 83' Hastings 92' | Qualcomm Stadium, San Diego diváci: 18 062 rozhodčí: Prendergast (JAM) |

### Semifinále
| 23. února 2000                |        |              |                                                                     |
| Kolumbie                      | 2:1    | Peru         | Qualcomm Stadium, San Diego diváci: 3 402 rozhodčí: Rodríguez (SLV) |
| Salazar 39' (vl.) Bonilla 53' | Report | Palacios 75' | Qualcomm Stadium, San Diego diváci: 3 402 rozhodčí: Rodríguez (SLV) |

| 24. února 2000    |        |            |                                                                                 |
| Trinidad a Tobago | 0:1    | Kanada     | Los Angeles Memorial Coliseum, Los Angeles diváci: 2 841 rozhodčí: Méndez (URU) |
|                   | Report | Watson 68' | Los Angeles Memorial Coliseum, Los Angeles diváci: 2 841 rozhodčí: Méndez (URU) |

### Finále
| 27. února 2000                |     |          |                                                                          |
| Kanada                        | 2:0 | Kolumbie | Memorial Coliseum, Los Angeles diváci: 7 000 rozhodčí: Prendergast (JAM) |
| deVos 45' Corazzin 67' (pen.) |     |          | Memorial Coliseum, Los Angeles diváci: 7 000 rozhodčí: Prendergast (JAM) |